# Zwinger (arquitectura)

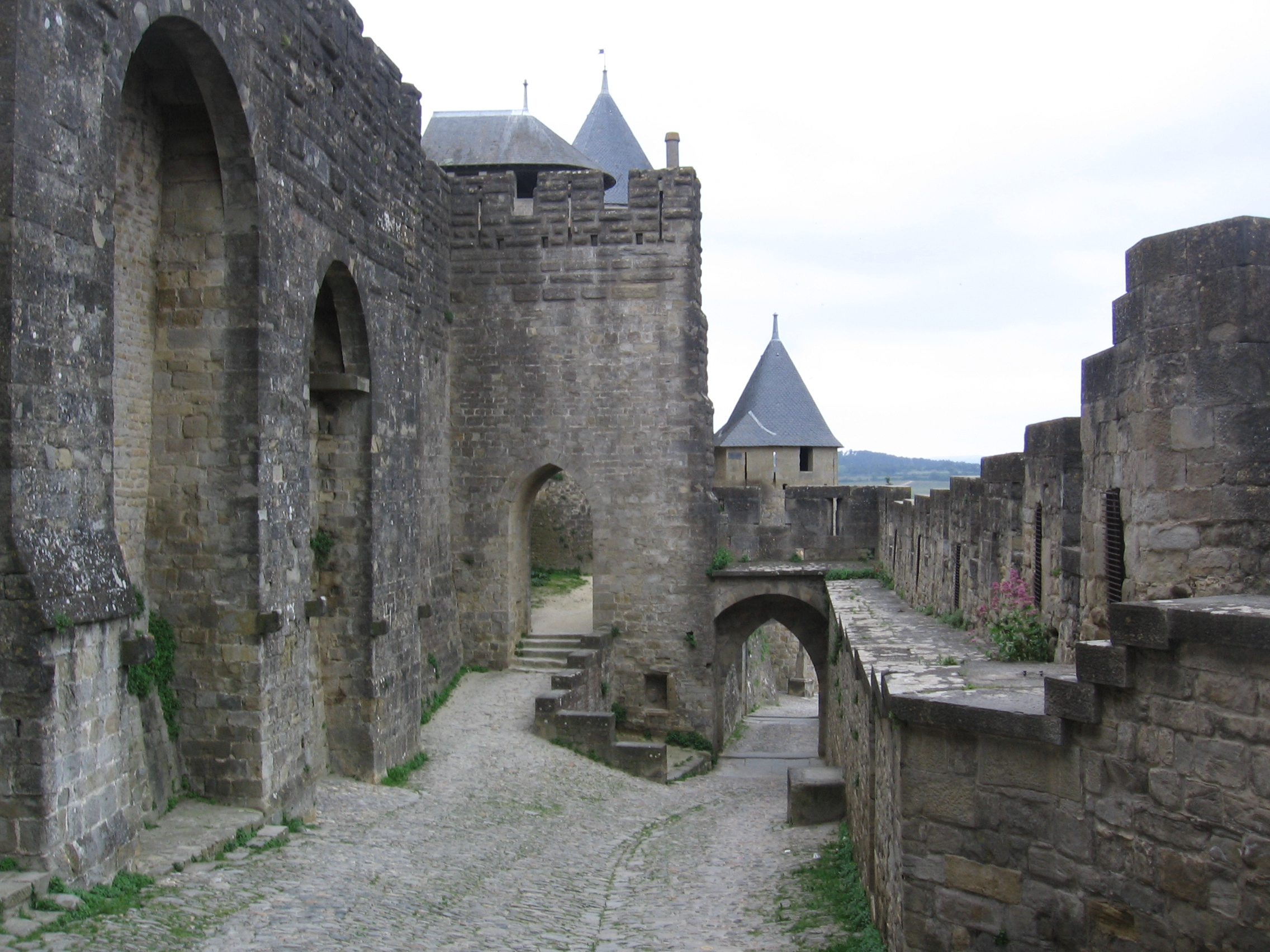
Entrada al zwinger en la ciudadela de Carcasona. Se puede apreciar el muro más bajo exterior.

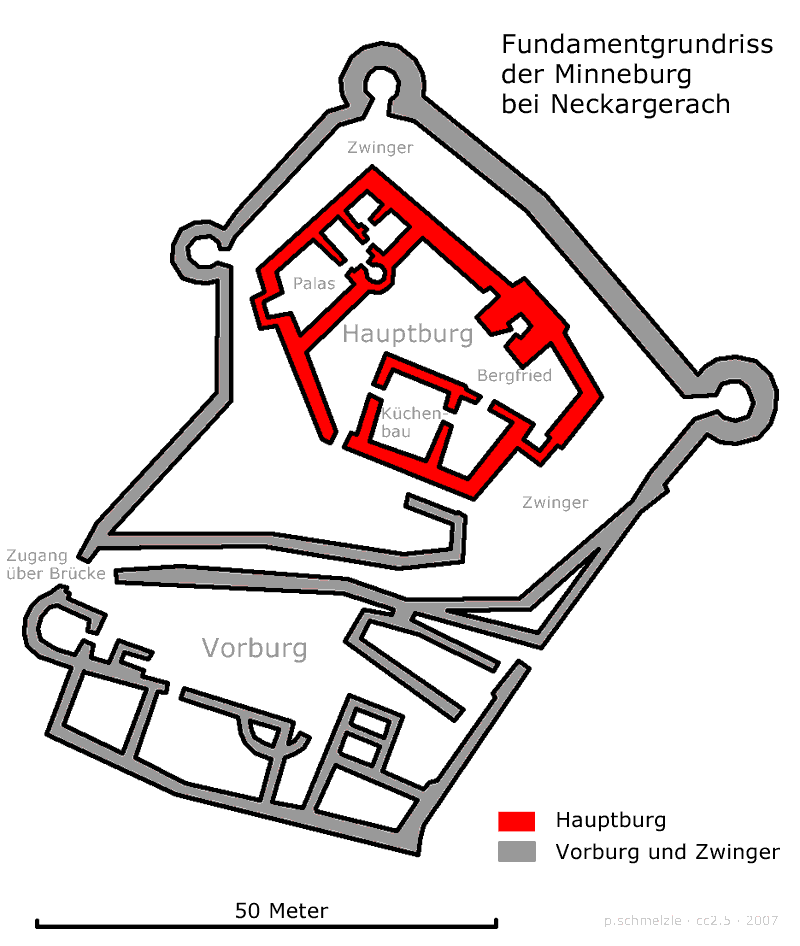
Distribución del Minneburg de Odenwald. Se pueden apreciar los dos zwingers.

Un zwinger (en alemán: "cercado de animales", "perrera") es un área abierta entre dos muros defensivos que se utiliza para la defensa. Los zwingers se construyeron en la Edad Media y principios de la Edad Moderna para reforzar los castillos y murallas de la ciudad. 

## Castillos
El zwinger se halla frente al muro cortina de un castillo y está cerrada en el lado exterior por un segundo muro más bajo, que se conoce como zwingermauer. Si los atacantes lograban pasar este muro más bajo, serían rodeados en el zwinger y acabarían blanco fácil para los defensores de la muralla principal, lo que complicaba el asalto.
En Europa central, la mayoría de zwinger se construyeron para reforzar las murallas antiguas del castillo. 

## Ciudades

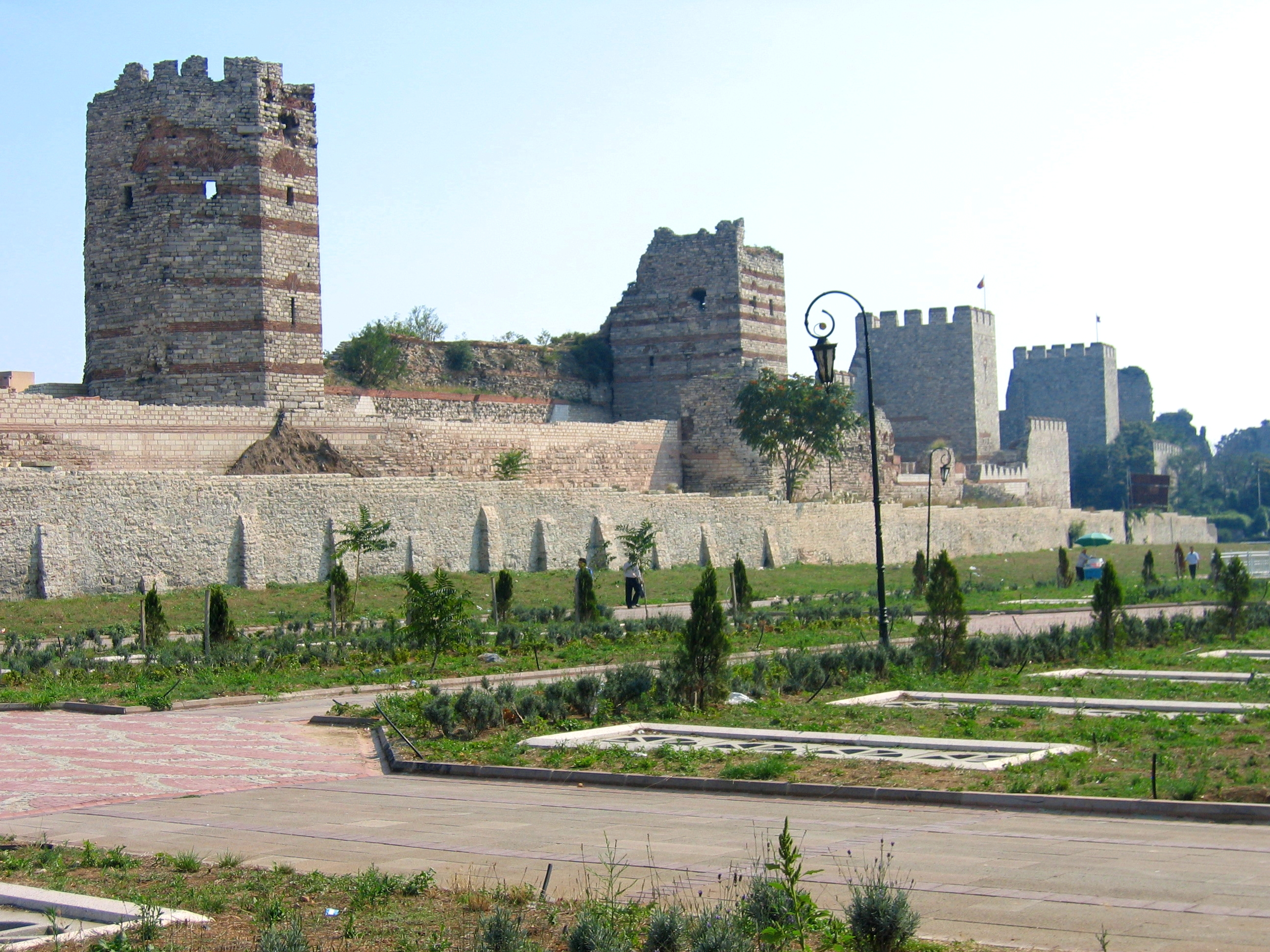
Murallas de Teodosio, en Estambul, se puede apreciar el muro más bajo por delante del principal que delimita el zwinger.

El zwinger frente a una puerta de la ciudad es un área fortificada entre la puerta principal y la puerta exterior en un sistema de entrada a la ciudad medieval. Las puertas de la ciudad a menudo se construían en forma de torre, con una segunda, y a veces incluso una tercera puerta delante (los llamados sistemas de puerta doble o triple). Frente a las murallas de la ciudad, en el área de las puerta, había generalmente una segunda muralla en la que se encontraba la puerta exterior. Un enemigo que atravesara la puerta exterior y penetrara en el zwinger se encontraría en un área cerrada con muy poco margen para explotar su inicial éxito. Por el contrario, los defensores que se hubieran retirado a las murallas principales de la ciudad podrían enfrentarse fácilmente al enemigo debajo de ellos en el "campo de exterminio" del zwinger.
La barbacana se basa en un concepto similar al zwinger de la puerta de entrada. Se encuentra frente a la muralla principal pero separada de ella por un foso adicional.
En el período husita, alrededor de 1420-1430, se construyeron impresionantes ejemplos que estaban destinados principalmente a la protección contra las primeras armas de fuego.
El área abierta del zwinger se utilizó en tiempos de paz principalmente para albergar ganado o como jardín. A medida que su función defensiva se volvió superflua, en muchos casos se erigieron en los zwingers graneros, establos y almacenes.
El Zwinger de Dresde heredó su nombre del antiguo zwinger frente a la Puerta de la Corona (Kronentor) en la muralla exterior de la fortaleza. Sin embargo, nunca se pensó como una fortificación, sino que se concibió como patio exterior de un nuevo schloss.

## Desarrollo

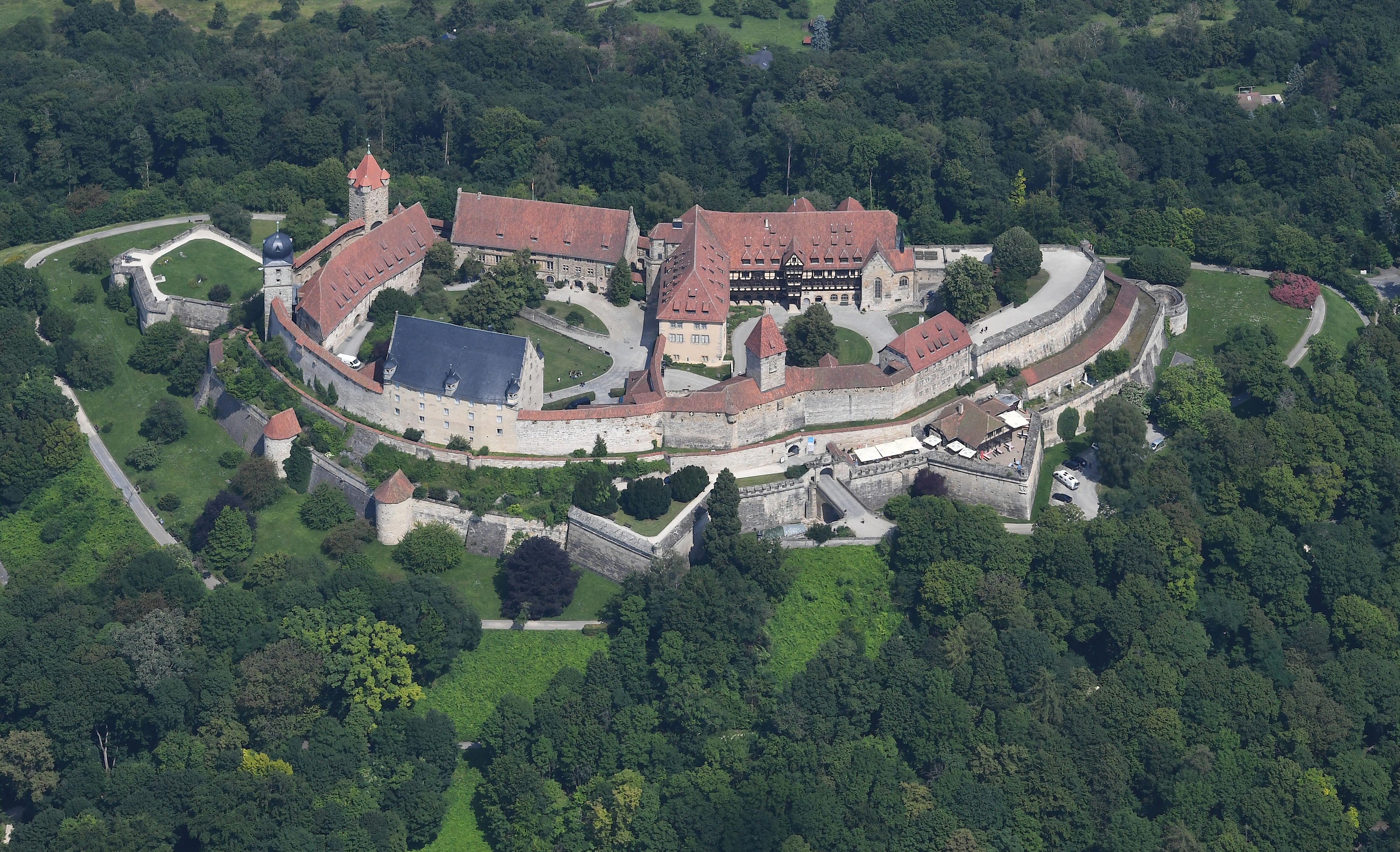
Zwinger alrededor de la fortaleza de Coburgo, reforzado con bastiones en la era moderna.

El desarrollo del Zwinger no ha sido investigado en profundidad hasta la fecha. En el siglo V d. C. se había construido ya un zwinger completamente desarrollado frente a las murallas de Teodosio de Constantinopla.
Asimismo, se puede observar en las primeras fortificaciones de la Alta Edad Media una sucesión de murallas defensivas. Especialmente durante la época de las invasiones húngaras, los castillos defensivos estaban protegidos por bermas y murallas exteriores para protegerse de los ataques de la caballería de los magiares. Estos no eran zwingers en sentido estricto, pues a menudo un foso intermedio separaba las líneas de defensa. Tal foso a menudo también forma parte de los zwingers medievales tardíos.
En ocasiones, las obras exteriores del castillo de Habsburgo (Argovia) o del castillo de Alt-Bolanden (Renania-Palatinado), que datan de finales del siglo X y principios del XI, han sido considerados los primeros zwingers. Sin embargo, estos elementos de fortificación no tienen sucesores directos.
En Europa central, los zwingers reaparecieron por primera vez en la primera mitad del siglo XIII frente a las murallas circulares de pequeñas fortificaciones. Hacia fines de ese siglo, con mucha más frecuencia, la capacidad defensiva de los castillos se estaba mejorando de esta manera, como en el castillo de Gnandstein en Sajonia, el castillo del Landsberg y el de Andlau en Alsacia. En el sur de Francia, se construyó un zwinger en las fortificaciones de la ciudad de Carcasona, restauradas en gran medida. Inicialmente, la muralla de zwinger estaba muy próxima a la muralla principal.
En el siglo XIV, las primeras armas de fuego motivaron un mayor número de diseños de este tipo. Se construyeron innumerables ejemplos, especialmente durante los siglos XV y XVI. En Franconia, las fortificaciones de las ciudades medievales tardías ha sobrevivido en gran medida. En Núremberg, se construyó un zwinger bajo en el frente de la antigua muralla circular. A principios del siglo XV, Múnich fue fortificado con un nuevo anillo doble de murallas, como se muestra en la Crónica de Núremberg. Al conectar el anillo interior y exterior -concretamente las torres de vigilancia interiores y exteriores (o inferior)- con murallas, se consiguió rodear el lugar en su conjunto con una sucesión de segmentos de zwinger.
Los primeros zwinger de la Alta Edad Media no solían estar protegidos por torres. Las fortificaciones de artillería de la Baja Edad Media, por el contrario, estaban defendidas por numerosas torres de flanqueo y, a veces también, torres de baterías o rondelas.
Los zwingers de un grupo de castillos del Haßberge de Franconia datan del período husita. Como en otros lugares, los señores territoriales reaccionaban a la seria amenaza de los rebeldes de la cercana Bohemia. Estos zwingers en los castillos de Altenstein, Rauheneck y Schmachtenberg se han conservado bien. En el castillo de Rauheneck, las defensas se refrozaron aún más con dos verdescas. Estas características, así como cadalsos (kampfhäuser), también pueden verse como parte de otros zwingers.
Las adiciones del período husita a muchos castillos en las regiones en peligro a menudo se remontan a innovaciones que habían sido desarrolladas por los propios husitas. Un buen ejemplo son las fortificaciones de la ciudad de Tábor, en el sur de Bohemia. Partes del zwinger frente a la puerta principal han sobrevivido hasta la actualidad.
En general, las paredes de zwinger eran notablemente más bajas y menos gruesas que las paredes de los murallas internas. A menudo, solo se erigía un muro de parapeto alrededor del "campo de exterminio" previsto del zwinger. De vez en cuando se construía un adarve cubierto o abierto en el interior de la pared, como en el castillo de Trausnitz en Landshut. Incluso se pueden ver adarves subterráneos con troneras para armas de fuego, por ejemplo, en el castillo de Hochhaus cerca de Nördlingen.
Las murallas de los zwinger podrían rodear completamente una fortificación o simplemente una sección particularmente vulnerable. A menudo hay un foso frente a ellas, esta muralla en ese caso actúa como pared del foso. En los castillos de ladera, la muralla del zwinger a menudo se construía muy alta para proporcionar estabilidad estática a todo el sitio.
Con frecuencia, pequeñas poternas ocultas permitían el combate directo con el enemigo en el área del foso. El área del zwinger normalmente era accesible desde estas salidas.

## Zwingersde la Alta Edad Media en Tierra Santa

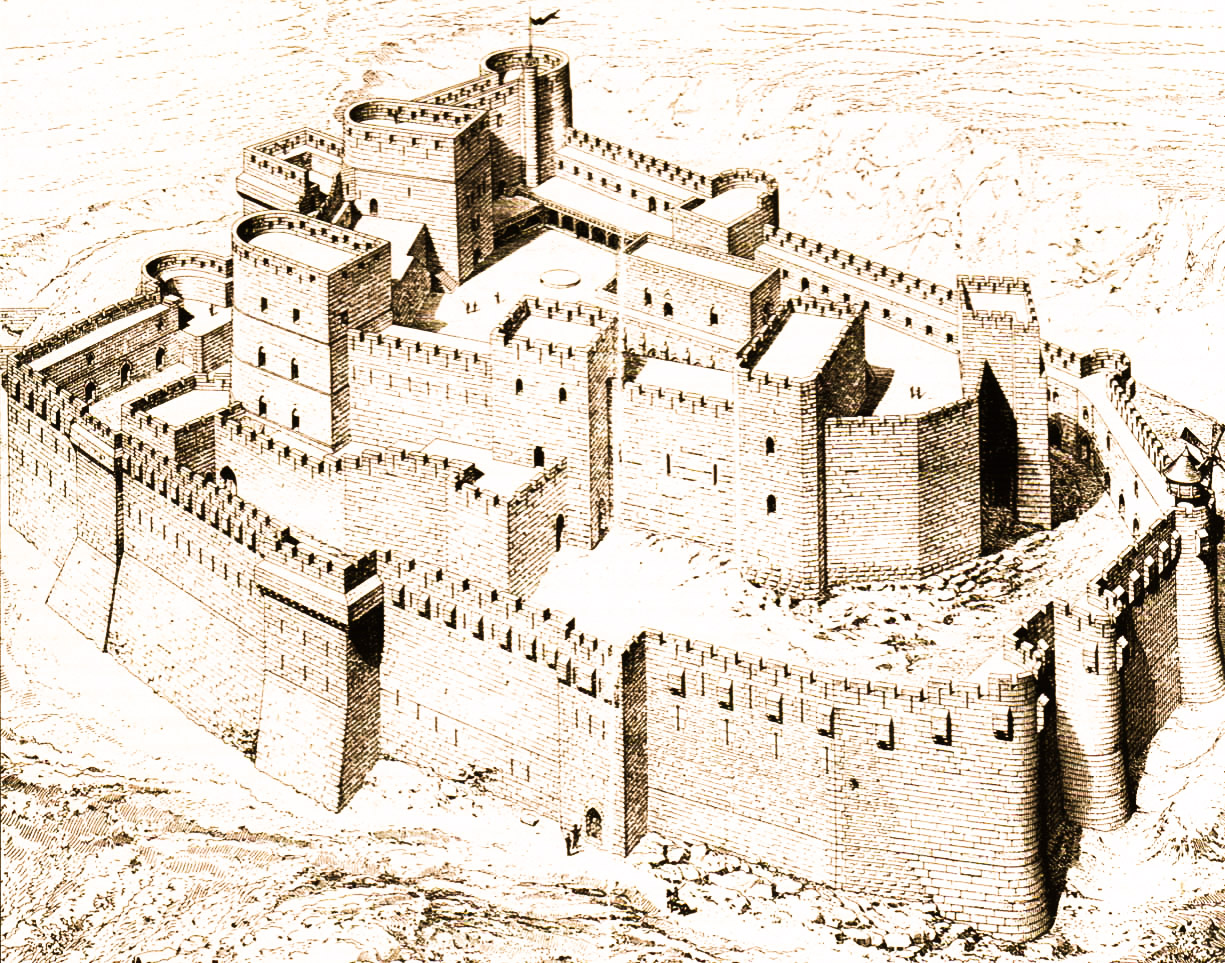
Krak des Chevaliers.

El Krak des Chevaliers de los Caballeros Hospitalarios se clasifica generalmente como un castillo cruzado. Poco antes de 1170 se construyó el primer zwinger, pequeño, alrededor del recinto interior. Este Zwinger sorprendentemente temprano fue reemplazado a mediados del siglo XIII por la actual fortificación exterior. Este zwinger es también uno de los ejemplos más antiguos de su tipo. Una inscripción en un edificio registra que el gobernador del castillo, Nicolas Lorgne, mandó construir una barbacana, casi con certeza una referencia al zwinger. Esta fuente permite fechar el segundo zwinger del Krak alrededor de 1250. El zwinger del Krak des Chevaliers se amplió alrededor de 1270. A pesar de este refuerzo, los musulmanes del sultán Baibars lograron capturar el fuerte en 1271, tras de un asedio de cuatro semanas.
Otros grandes castillos cruzados también estaban rodeados por grandes sistemas de zwinger. La muralla del recinto exterior del castillo de Tartús (Siria) podría haberse construido al mismo tiempo que el zwinger del Krak, es decir, a mediados del siglo XIII. Poco antes de 1168, los Caballeros Hospitalarios comenzaron a remodelar el castillo de Belvoir en el actual Israel. La fortificación exterior sus torres de esquina actúa como "un gran zwinger para la estructura" en palabras de Georg Ulrich Großmann.

## Muros concéntricos dobles delsigloXIIIen Gales

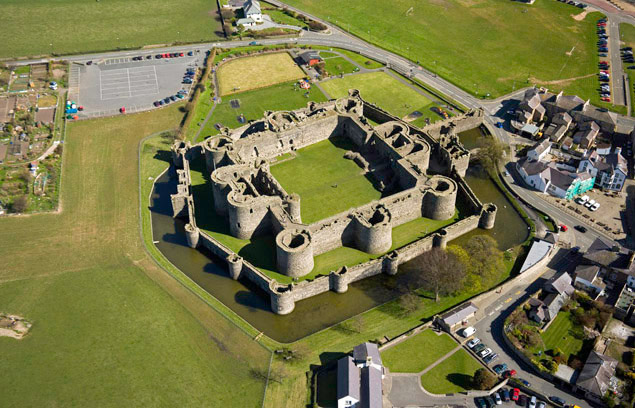
Castillo de Beaumaris, en Gales.

Los castillos galeses de Harlech y Beaumaris (iniciado en 1295 y nunca completado) tienen una doble muralla defensiva, cuya muralla exterior rodea a la interior concéntricamente a una corta distancia. La muralla exterior de Beaumaris, con sus torres redondas, tiene un tamaño particularmente grande, comparable a la del Krak des Chevaliers.

## Ejemplos

### Fortificaciones urbanas
- Amberg
- Aschersleben
- Carcassonne
- Delitzsch
- Dinkelsbühl
- Ingelheim
- Jihlava
- Jüterbog
- Neubrandenburg
- Nördlingen
- Núremberg
- Templin
- Varsovia
- Wolframs-Eschenbach

### Castillos
- Castillo de Altenstein (Haßberge)

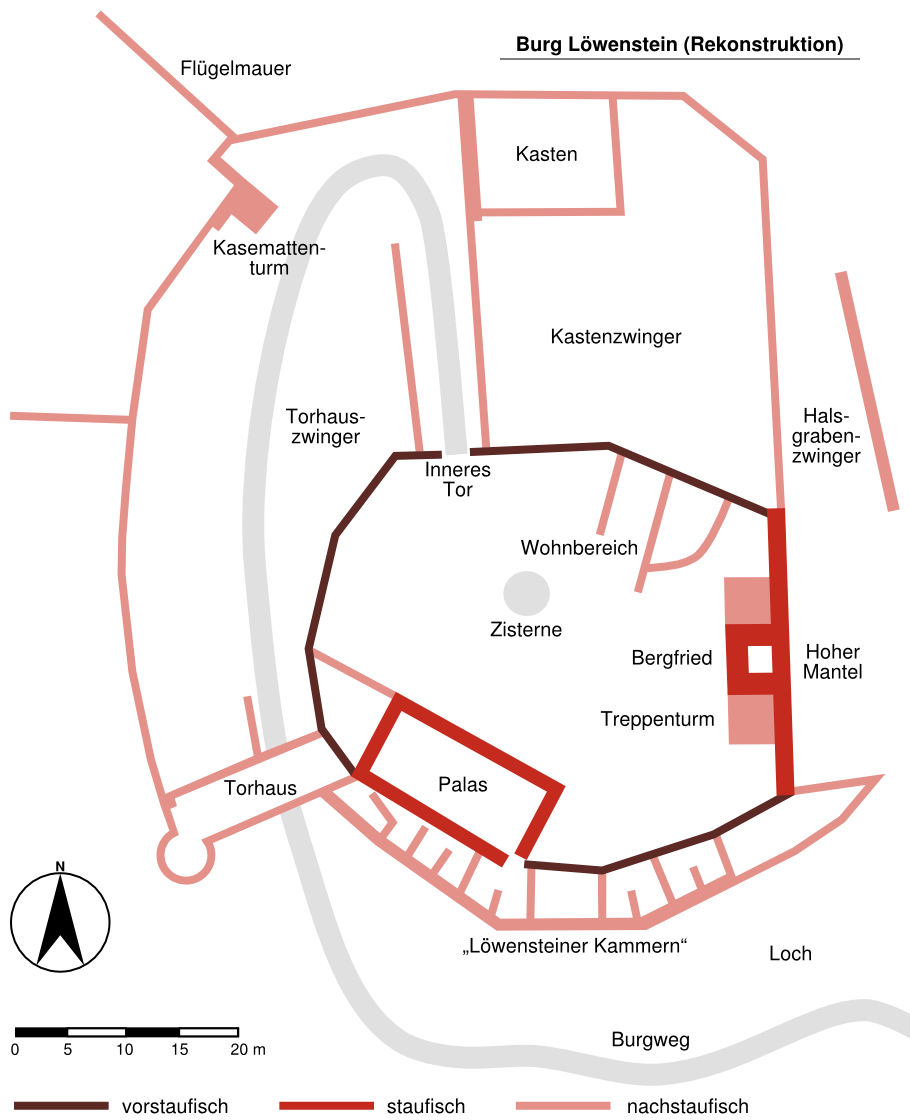
Distribución del castillo de Löwenstein, se pueden apreciar los diversos zwingers.

- Castillo de Burghausen (Burghausen/Salzach, Alta Baviera)
- Giechburg (Alta Franconia)
- Castillo de Guttenberg (Neckar-Odenwald)
- Castillo de Hohenurach (Jura de Suabia)
- Castillo de Hornberg (Neckar-Odenwald)
- Castillo de Löwenstein (Bosque de Suabia y Franconia)
- Minneburg (Odenwald)
- Nürburg Castle (Eifel)
- Fortaleza de Otzberg (Otzberg)
- Castillo de Rauheneck (Ebern)
- Castillo de Turaida (Turaida)
- Torre de Londres (Londres)